# 国家ファシスト運動 (ルーマニア)
国家ファシスト運動（こっかファシスト運動、ルーマニア語: Mişcarea Naţională Fascistă、英語: National Fascist Movement、MNF）は、1923年に結成された、ルーマニアのファシストによる政党。
MNFは1923年に、ルーマニアファシスト党とイタリア・ルーマニア文化経済運動が合流して形成された。その源流は公然としたイタリア支持集団の1つで、MNFもイタリアのファシズムをモデルとして支持したが、同時にアクション・フランセーズの方法論も賞賛した。
しかし主に海外からの影響に依存していたためにMNFの運動は期待したほどには成功せず、最終的には、ファシズムのより土着の形態を提供する鉄衛団によって取って代わられた。